# Ornithodoros
Ornithodoros är ett släkte av fästingar. Ornithodoros ingår i familjen mjuka fästingar.
Släktet Ornithodoros indelas i:
- Ornithodoros alactagalis
- Ornithodoros antiquus
- Ornithodoros apertus
- Ornithodoros arenicolous
- Ornithodoros asperus
- Ornithodoros brasiliensis
- Ornithodoros cholodkovskyi
- Ornithodoros compactus
- Ornithodoros coriaceus
- Ornithodoros eremicus
- Ornithodoros furcosus
- Ornithodoros graingeri
- Ornithodoros grenieri
- Ornithodoros gurneyi
- Ornithodoros hermsi
- Ornithodoros indica
- Ornithodoros knoxjonesi
- Ornithodoros macmillani
- Ornithodoros marocanus
- Ornithodoros moubata
- Ornithodoros nattereri
- Ornithodoros nicollei
- Ornithodoros normandi
- Ornithodoros parkeri
- Ornithodoros porcinus
- Ornithodoros procaviae
- Ornithodoros rostratus
- Ornithodoros savignyi
- Ornithodoros sonrai
- Ornithodoros steini
- Ornithodoros tartakovskyi
- Ornithodoros tholozani
- Ornithodoros transversus
- Ornithodoros turicata
- Ornithodoros zumpti

## Bildgalleri

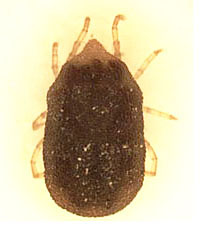
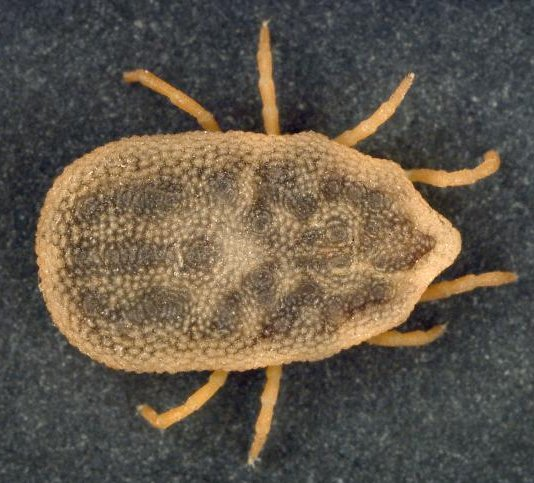